# Oncideres amputator
Oncideres amputator là một loài bọ cánh cứng trong họ Cerambycidae.